# Bylinková zahrada

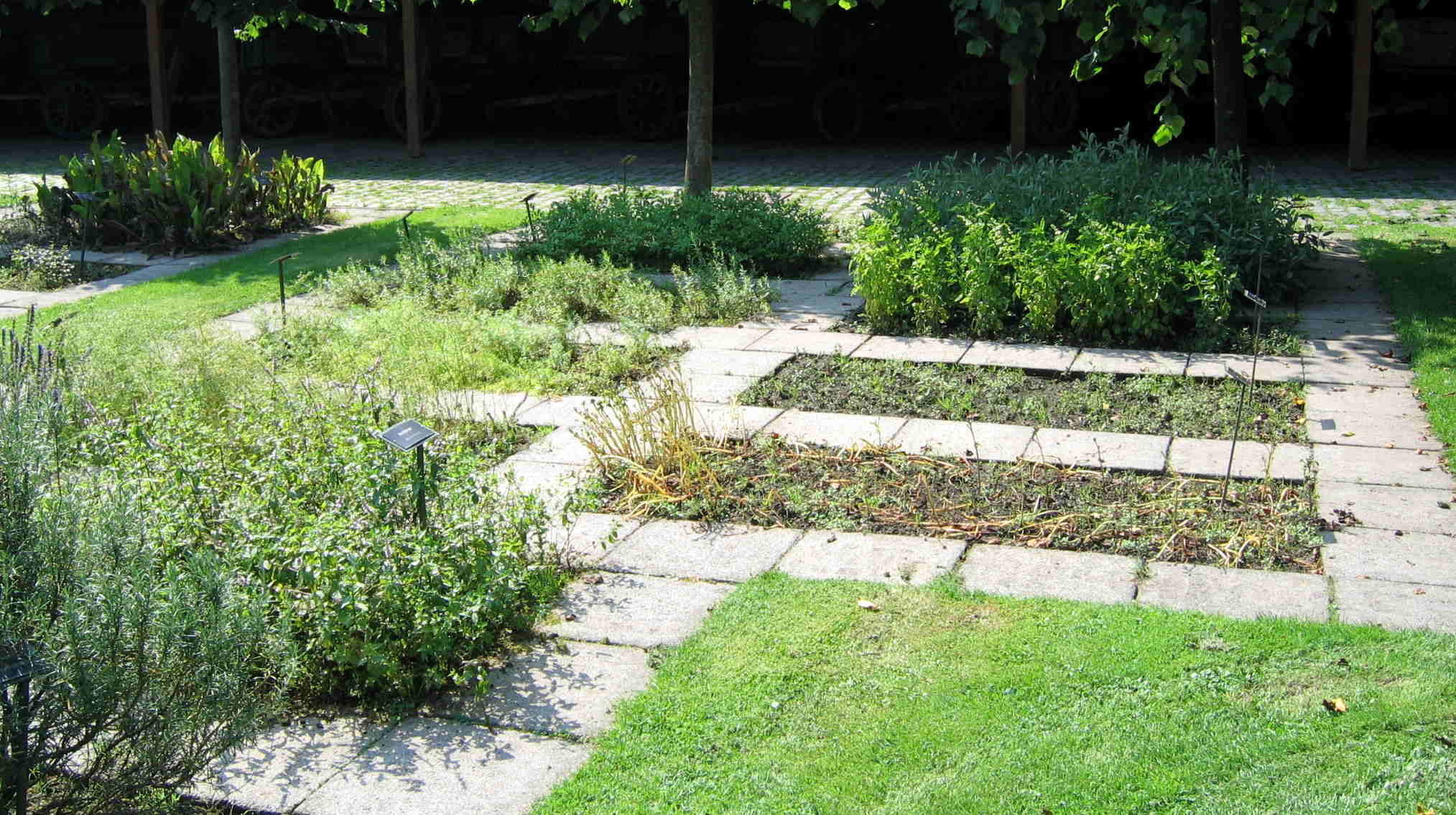
Ukázka bylinkové zahrádky (Beernem, Belgie)

Bylinková zahrada je úprava zahrady nebo části zahrady, kde se pěstují léčivé rostliny. Každé rostlině je potřeba poskytnout prostředí podobné tomu přirozenému. Na bylinkové zahradě jsou obvykle pěstovány rostliny jako letničky a trvalky, ale někdy i keře.
Na počátku 21. století je moderní trend vytvářet vyvýšené bylinkové záhony upravené jako kruh nebo spirála. Taková úprava je nazývána bylinková spirála.